# 小卡洛斯·塞恩斯
（西班牙語： Cenamor Rincón Rebollo Virto Moreno de Aranda Don Per Urrielagoria Pérez Del Pulgar，1994年9月1日—），簡稱小卡洛斯·塞恩斯（西班牙語：Carlos Sainz Jr.），西班牙賽車手，現時效力於威廉斯車隊，同時也是一级方程式車手協會的董事。小塞恩斯是兩屆世界拉力錦標賽冠軍卡洛斯·塞恩斯之子。
2012年，小塞恩斯代表卡林車隊參加英國三級方程式錦標賽以及歐洲三級方程式錦標賽，随后在2014年加入DAMS車隊，在雷諾方程式3.5系列賽上出赛并最终夺冠。
2015赛季，小塞恩斯成为紅牛二隊车手，正式参加F1比赛。2017年赛季末，他从红牛二队被租借到雷诺车队顶替乔利恩·帕尔默完成余下比赛，并在2018赛季继续代表雷诺车队参赛。2019年，他转投迈凯伦车队，正式脱离红牛体系，并在2019年巴西大奖赛上拿到F1生涯的首个领奖台完赛成绩。
2020赛季结束后，他加入法拉利車隊，顶替离队加盟阿斯顿·马丁车队的塞巴斯蒂安·维特尔直到2024赛季。而在2022年英国大奖赛排位赛上，他在排位赛最后阶段超越马克斯·维斯塔潘，取得F1职业生涯首个杆位；第二天的正赛上，他取得F1职业生涯首个分站冠军，同时这也是其F1职业生涯的首个"pole-to-win"。

## 職業生涯

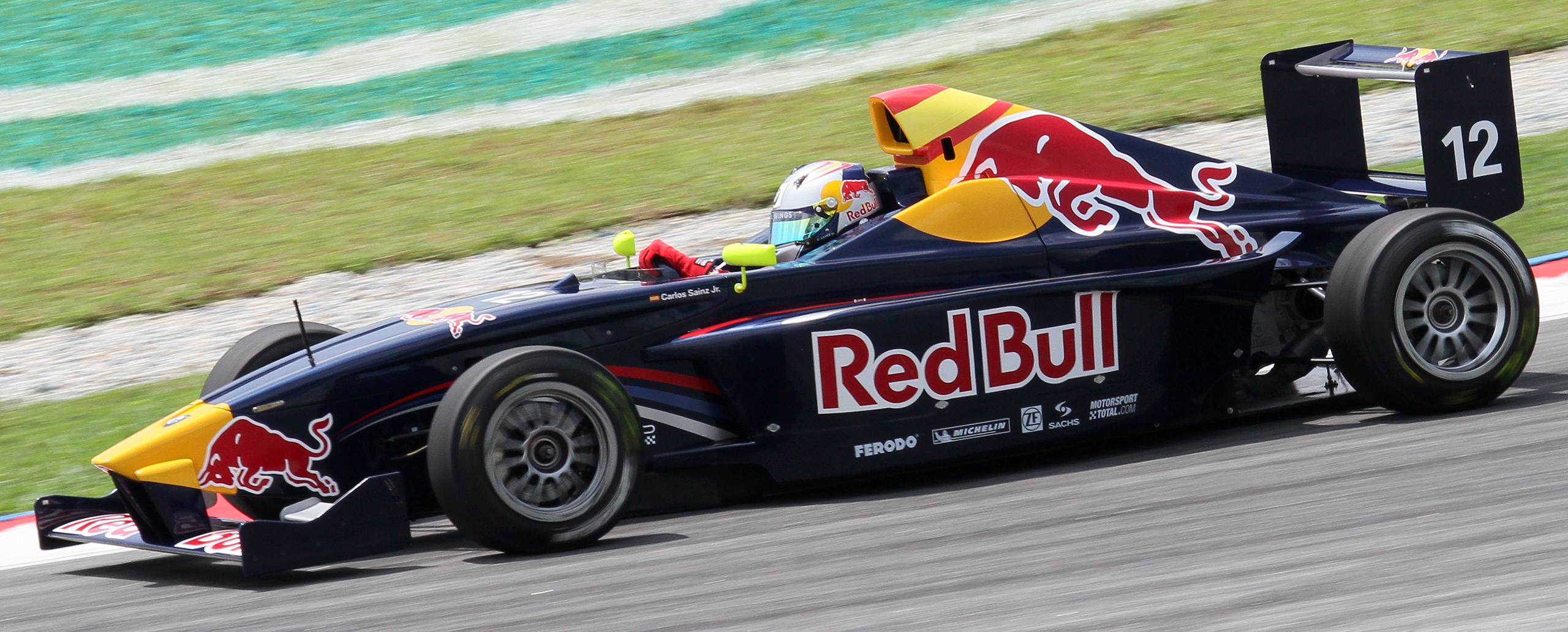
2010年太平洋寶馬方程式马来西亚站第一回合中，在雪邦國際賽道驾驶的小塞恩斯

### 卡丁車
塞恩斯的職業生涯始於卡丁車。2008年，他榮獲亞太KF3錦標賽冠軍，同時在西班牙錦標賽中獲得亞軍。2009年，他贏得了著名的摩納哥少年卡丁車盃賽的冠軍，接著在歐洲KF3錦標賽取得亞軍。

### 寶馬方程式
2010年，塞恩斯加入欧洲国际车队，出戰寶馬方程式欧洲杯，同时也加入紅牛少年車隊計畫。他在西班牙加泰罗尼亚赛道的宝马方程式欧洲杯首秀上即取得季军并登上领奖台，次回合比赛取得第6名；荷兰赞特沃特站上，他则取得第5名和亚军。瓦伦西亚站上他取得第7和第10名，英国站上他又两次登台，先取得一个季军，紧接着在次回合获胜，这也是他在赛季首次获胜。德国站上他取得第11名和第6名，随后的比赛上他取得第4名和季军，但随着竞争对手罗宾·弗林斯多次登台，以及他在比利时站上遭遇两次退赛，他逐渐失去了竞争年度冠军的主动权。在收官战意大利站取得第8名和第6名后，他最终以227分排名年度第4位。
他在2010年太平洋寶馬方程式系列赛马来西亚站上以客座车手身份出赛，并在他的寶馬方程式两回合首秀上分別取得第2及第4的成績。而在接下来在马来西亚再度举行的分站上，他在首回合退赛，却在次回合夺冠。由于他的良好表现，他被红牛少年车队看中，并由此加入红牛体系。接下来的两回合马来西亚比赛上，塞恩斯取得第7和第1位。虽然他缺席了中国站的比赛，但他在新加坡站的两回合比赛上分获第6名和亚军；而在赛季收官战澳门站上，他再度取胜。在参赛的9场比赛中，他获胜2场，取得3个杆位及两个最快圈速。但由于他以客座车手身份出赛，因此无权取得积分。
塞恩斯也于同年参加英國雷諾方程式冬季盃，并在斯內特頓賽道的第一場比賽取得第6名，第二場則以退賽坐收。

### 雷诺方程式2.0

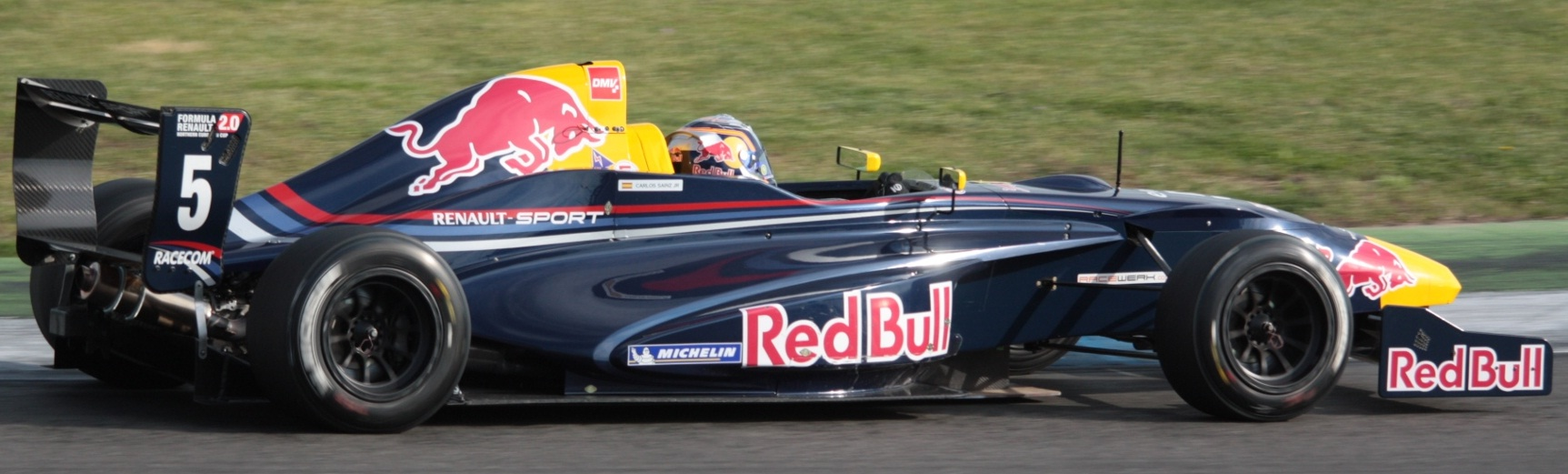
2011年参加雷诺方程式2.0北欧杯的小塞恩斯

2011年，塞恩斯继续获得红牛少年车队的支持，在雷诺方程式2.0欧洲杯和雷諾方程式2.0北歐盃两项赛事上代表芬兰科伊拉宁車隊参赛。在欧洲杯的赛事中，他取得4个杆位，10次登上领奖台，同时取得2回合比赛胜利和5次最快圈速，最终再次位列罗宾·弗林斯之后，取得年度第二位，成为当季排名最高的新秀车手；而在北欧杯之中，他在20场比赛中8次取得杆位，获胜10场并17次登上领奖台，最终以489分夺冠，这也是他在单座方程式赛场取得的首个冠军。

### 三級方程式
2012年，塞恩斯代表卡林車隊同时參加英國及歐洲的三級方程式錦標賽。在英國錦標賽中，他贏得4次冠軍，9次登上领奖台并取得一个杆位，最終在车手积分榜上取得第六名。而在歐洲錦標賽中，他在霍根海姆站前两个回合两次登上頒獎台且2次取得桿位，最終取得年度第九名。

### GP3

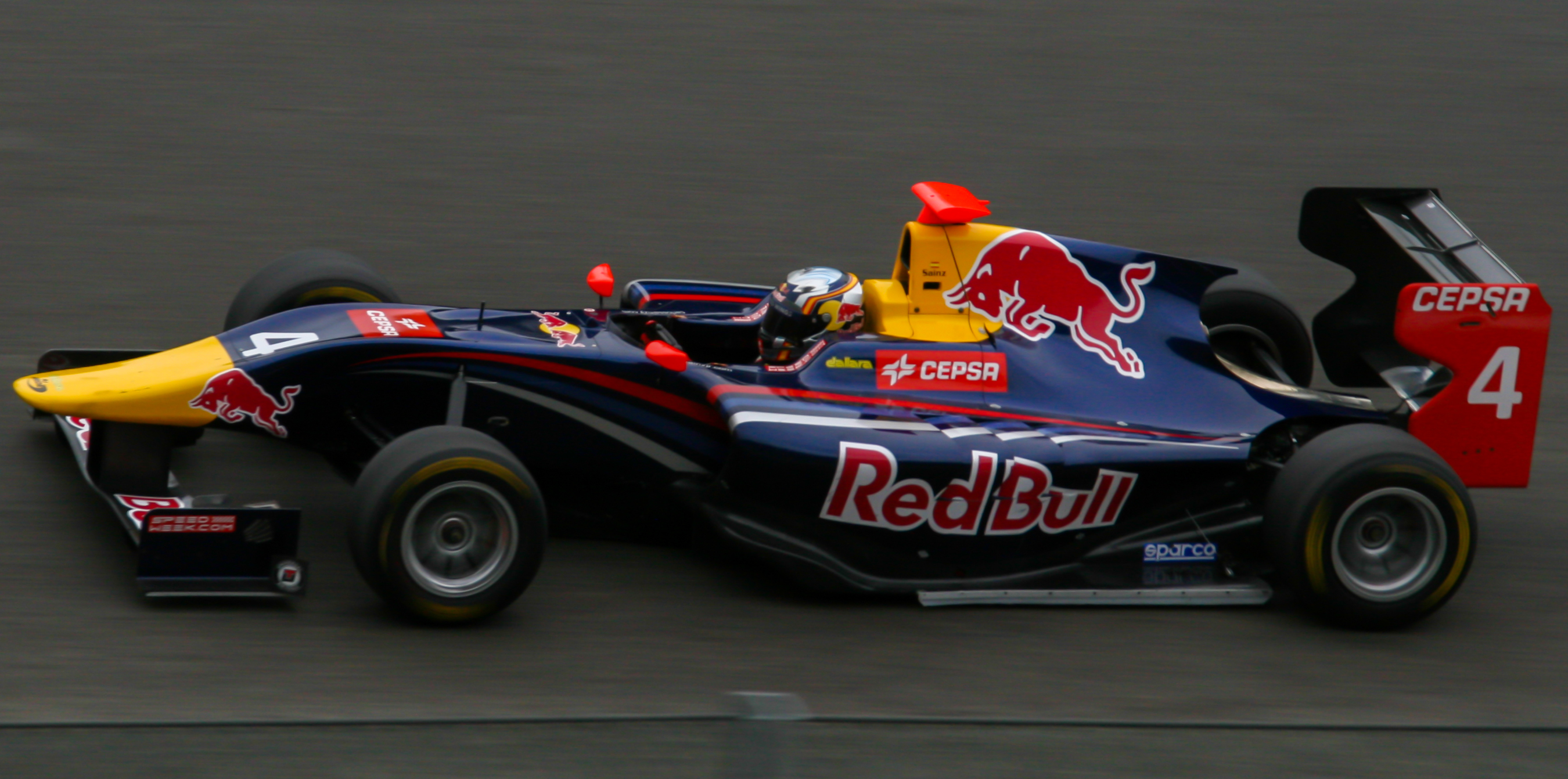
2013年GP3比利时站上驾驶阿登车队赛车的塞恩斯

2013年，塞恩斯转投由红牛车队领队克里斯蒂安·霍纳创立的阿登車隊，同时晋升到GP3系列賽。
虽然他备受期待，但在西班牙加泰罗尼亚赛道举办的赛季首场比赛中，他先是在排位赛上仅以十分之五秒的差距落后最终取得杆位的爱沙尼亚车手凯文·科尔尤斯，取得第5名，又因在自由练习赛期间忽视黄旗而被判退后10位发车。在第一回合比赛中，他在起步阶段即上升至第13名，并在第三圈后仅落后领跑车手13秒——但这一数据是建立在他遭遇交通状况的前提下。随后的比赛中，他和队友丹尼尔·科维亚特一同上升至第8位。由于塞恩斯和科维亚特都从后半段起步，且均在比赛中试图杀入积分区，因此两位车手都没有重视轮胎管理，最终两台赛车的轮胎都缺乏抓地力。比赛结束时，科维亚特排名第20位，塞恩斯则排名第15位，相比起步顺位没有任何变化，但他却落后当场比赛的冠军车手51秒。第二回合比赛中，他再次从第15位发车，同时在第一圈后即提高了6个位置，排名第9位；而在第二圈中，由于赛会出动安全车，塞恩斯得以对自己的轮胎进行保护。比赛还剩最后5圈时，塞恩斯排名第8位，并最终在倒数第4圈完成超越后上升至第7位。比赛结束的车检时，塞恩斯的赛车因车重过轻未能通过车检，被取消第二回合成绩，这导致他的整个比赛周末以0分收场。
而在瓦倫西亞站比赛上，塞恩斯在首回合比赛排名第8位，取得GP3生涯首个积分；次回合比赛中，从第4位起步的他在首圈即来到第3位，并最终取得季军，在GP3生涯首次登上领奖台。瓦伦西亚站前，塞恩斯未获得任何积分，但在两回合比赛上他取得24分，其中包括两回合最快圈速的4分，在车手积分榜上排名第6位，一度在该年度GP3年度车手冠军的争夺中处于有利位置。但在銀石賽道举办的英国站上，塞恩斯先是在首回合被挤出赛道，只取得第9名，又在随后对第8名的争夺中发生事故，最终因赛车受损只以第13名完赛；次回合比赛上，他则再次取得第13名。之後的德國站上，他在兩場比賽皆取得積分。但在德国站后，他只在匈牙利站和意大利站三次取得积分，并在匈牙利站第二回合比赛上取得亚军，赛季第二次登台；比利时站第一回合上，他取得GP3生涯首个杆位，但当场比赛他却以退赛收场。
他最终以66分排名全季车手积分榜第10位。

### 雷諾方程式3.5
2013年塞恩斯加入Zeta Corse車隊，共出賽9場，並於西班牙及摩納哥取得最佳成績－第6名，季末取得22分，排名第19。

### 一級方程式賽車

#### 红牛二队（2015－2017）

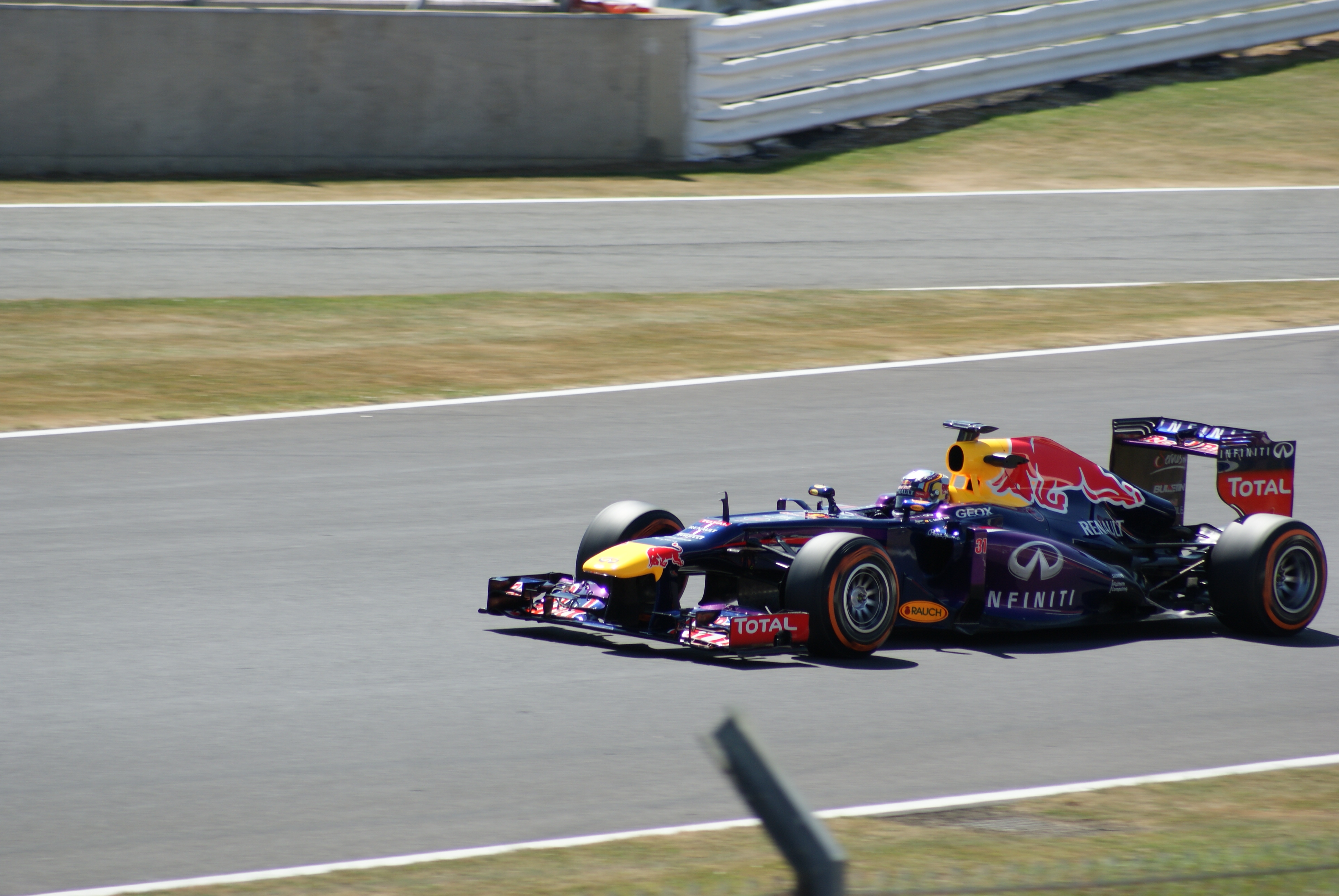
2013年7月，小卡洛斯·塞恩斯為紅牛出賽於銀石賽道的青年車手測試。

塞恩斯被宣布將會與紅牛車隊及紅牛二隊參加在銀石賽道的青年車手測試。在丹尼爾·科維亞特晉升至紅牛車隊後，他將在2015年與馬克斯·維斯塔潘搭檔成為紅牛二隊車手。2017年的新加坡大奖赛上，小塞恩斯获得了第四名的成绩，成为红牛二队在该赛季的最佳名次。

#### 雷诺（2017－2018）
2017的新加坡大奖赛后，由于红牛二队与雷诺提前解约引擎合同，将在下赛季使用本田的动力单元，受此影响，小赛恩斯下赛季将被租借到雷诺车队。然而在日本大奖赛期间，雷诺宣布小赛恩斯将提前在下一站美国站加盟车队，顶替英国车手乔伦·帕尔默。小赛恩斯将驾驶雷诺赛车完成该赛季最后4场比赛。

#### 麥拉倫（2019－2020）
2018年8月16日，隨著費爾南多·阿隆索宣布將離開2019年的一級方程式賽事，麥拉倫車隊發布小塞恩斯加盟的消息，2019年賽季這位同樣來自西班牙的車手將效力麥拉倫，也間接說明小塞恩斯離開紅牛體系。在巴西站上，小塞恩斯最终因汉密尔顿的受罚而获得季军，获得自己首个领奖台，也是迈凯轮车队自2014赛季后首个领奖台。
小塞恩斯在2020赛季连续第二年以第六名完成。他累积了105个积分和6个前5名，这都是职业生涯的新高。

#### 法拉利（2021－2024）
2020年5月14日，法拉利车队宣布與小塞恩斯签约，他将代替塞巴斯蒂安·维特尔的位置，后者稍早前被法拉利宣布2020赛季后不再与其续约。小塞恩斯从2021年赛季开始为法拉利效力。
2021年摩納哥大獎賽上，小塞恩斯登上了職業生涯的第三個頒獎台，並且首次與法拉利一起奪得亞軍。
在收官战2021年阿布扎比大奖赛上，小塞恩斯获得季军，赢得赛季第四个頒奖台，以164.5个积分超越兰多·诺里斯和队友夏尔·勒克莱尔成为车手总积分榜第5名。
2022年巴林大獎賽，小塞恩斯奪得亞軍，队友夏尔·勒克莱尔贏得分站冠軍，法拉利车队包辦一二名。2022年沙特大奖赛，小塞恩斯获得季军，连续3站登上领奖台。但在2022年澳大利亚大奖赛上，在排位赛第三阶段由于车辆问题，导致错失更好的赛车释放窗口，最终小塞恩斯仅排位第9名。在正赛上，他由于在起步失误后，急于追赶位置，导致在正赛第二圈赛车失控冲出赛道陷入沙地，不得不退赛。这终结了他连续31场完赛的记录，也终止了17站连续得分的现役车手连续得分记录。
2022年英国大奖赛排位赛上，小塞恩斯在最后阶段以0.072秒的优势击败马克斯·维斯塔潘，在职业生涯的第150场F1比赛上取得F1职业生涯首个杆位。第二天的正赛上，虽然他在首次起步时速度不佳，但在比赛因红旗后暂停的再次发车时守住领先位置；随后的比赛中他曾一度接受车队指令，将位置让给身后的队友夏尔·勒克莱尔，但在比赛后段，他抓住安全车进站后的机会超越勒克莱尔，最终取得F1生涯首个分站冠军。巧合的是，此次取胜的英国银石赛道也是他首次取得单座方程式冠军时的賽場。
小塞恩斯在2022賽季連續第二年以第5名完成。
2023年新加坡大獎賽上，小賽恩斯以第一名的成績中斷了紅牛從2022年阿布扎比大獎賽以來的全勝紀錄，也中斷了維斯塔潘的10連勝紀錄。這也是小賽恩斯的第二個分站冠軍，也是法拉利在2023年的唯一一個分站冠軍，以及本年度唯一一个非红牛车手取得的分站冠军。
2024年2月1日，法拉利宣布7届F1世界冠军刘易斯·汉密尔顿将在2025年加入车队，与此同时，小塞恩斯将在2024年赛季结束后离开法拉利。2024年3月，小塞恩斯在参加沙特阿拉伯大奖赛时患上阑尾炎须进行手术而错过排位赛和正赛。他的位置暂时由法拉利青训车手奥利弗·贝尔曼接替。2024年3月24日，小塞恩斯在手术后回归围场，并贏得2024年澳洲大獎賽冠軍，是他的第3場一級方程式比賽勝利。

#### 威廉姆斯（2025－至今）
2024年7月29日，小塞恩斯宣布将于2025年加盟威廉姆斯车队。2024年12月10日，在2024年阿布扎比大奖赛结束后，塞恩斯参加了威廉姆斯的媒体拍摄日，提前适应新车队的赛车。并在次日举行的一级方程式季后测试中代表威廉姆斯车队参加测试。
2025年2月，塞恩斯被任命為一级方程式車手協會（GPDA）的董事。他取代了2022年底退出一級方程式賽車的塞巴斯蒂安·維泰爾。身為主管，塞恩斯的主要職責是將圍場對安全、賽車品質和青少年車手儲備的擔憂傳達給GPDA的全職人員。
2025年3月，萊雅任命小塞恩斯為巴黎萊雅全球大使。

## 賽車生涯成績

### 職業生涯摘要
| 賽季   | 賽事                             | 車隊                      | 出賽 | 桿位 | 勝場 | 最快單圈 | 頒獎台 | 積分  | 排名  |
| ------ | -------------------------------- | ------------------------- | ---- | ---- | ---- | -------- | ------ | ----- | ----- |
| 2010年 | 歐洲寶馬方程式                   | EuroInternational         | 16   | 2    | 1    | 2        | 5      | 227   | 第4   |
| 2010年 | 太平洋寶馬方程式系列賽           | EuroInternational         | 9    | 3    | 2    | 2        | 5      | N/A   | NC†   |
| 2010年 | 雷諾方程式2.0歐洲盃              | Epsilon Euskadi           | 4    | 0    | 0    | 0        | 1      | N/A   | NC†   |
| 2010年 | 雷諾方程式2.0歐洲盃              | Tech 1 Racing             | 4    | 0    | 0    | 0        | 1      | N/A   | NC†   |
| 2010年 | 歐洲三級方程式公開賽             | De Villota Motorsport     | 4    | 0    | 0    | 0        | 1      | N/A   | NC†   |
| 2010年 | 英國雷諾方程式冬季系列賽         | Koiranen Bros. Motorsport | 2    | 0    | 0    | 0        | 0      | 18    | 第18  |
| 2011年 | 雷諾方程式2.0歐洲盃              | Koiranen Motorsport       | 14   | 4    | 2    | 5        | 10     | 200   | 亞軍  |
| 2011年 | 雷諾方程式2.0北歐盃              | Koiranen Motorsport       | 20   | 10   | 8    | 12       | 17     | 489   | 冠軍  |
| 2011年 | 三級方程式歐洲系列賽             | Signature                 | 3    | 0    | 0    | 0        | 0      | N/A   | NC†   |
| 2011年 | 澳門格蘭披治三級方程式大賽       | Signature                 | 3    | 0    | 0    | 0        | 0      | N/A   | 第17  |
| 2012年 | 英國三級方程式錦標賽             | 卡林車隊                  | 26   | 1    | 5    | 2        | 9      | 224   | 第6   |
| 2012年 | 三級方程式歐洲系列賽             | 卡林車隊                  | 24   | 2    | 0    | 0        | 2      | 112   | 第9   |
| 2012年 | 國際汽車聯盟歐洲三級方程式錦標賽 | 卡林車隊                  | 20   | 2    | 1    | 1        | 5      | 161   | 第5   |
| 2012年 | 三級方程式大師賽                 | 卡林車隊                  | 1    | 0    | 0    | 0        | 0      | N/A   | 第4   |
| 2012年 | 澳門格蘭披治三級方程式大賽       | 卡林車隊                  | 3    | 0    | 0    | 0        | 0      | N/A   | 第7   |
| 2013年 | GP3系列賽                        | 阿登車隊                  | 16   | 1    | 0    | 2        | 2      | 66    | 第10  |
| 2013年 | 雷諾方程式3.5系列賽              | Zeta Corse                | 9    | 0    | 0    | 1        | 0      | 22    | 第19  |
| 2014年 | 雷諾方程式3.5系列賽              | DAMS                      | 17   | 7    | 7    | 6        | 7      | 227   | 冠軍  |
| 2015年 | 一級方程式賽車                   | 紅牛二隊                  | 19   | 0    | 0    | 0        | 0      | 18    | 第15  |
| 2016年 | 一級方程式賽車                   | 紅牛二隊                  | 21   | 0    | 0    | 0        | 0      | 46    | 第12  |
| 2017   | 一級方程式賽車                   | 紅牛二隊                  | 16   | 0    | 0    | 0        | 0      | 54    | 第9   |
| 2017   | 一級方程式賽車                   | 雷諾運動F1車隊            | 4    | 0    | 0    | 0        | 0      | 54    | 第9   |
| 2018   | 一級方程式賽車                   | 雷諾運動F1車隊            | 21   | 0    | 0    | 0        | 0      | 53    | 第10  |
| 2019   | 一級方程式賽車                   | 麥拉倫F1車隊              | 21   | 0    | 0    | 0        | 1      | 96    | 第6   |
| 2020   | 一級方程式賽車                   | 麥拉倫F1車隊              | 17   | 0    | 0    | 1        | 1      | 105   | 第6   |
| 2021年 | 一级方程式赛车                   | 法拉利Mission Winnow車隊  | 22   | 0    | 0    | 0        | 4      | 164.5 | 第5   |
| 2022年 | 一级方程式赛车                   | 法拉利車隊                | 22   | 3    | 1    | 0        | 9      | 246   | 第5   |
| 2023年 | 一级方程式赛车                   | 法拉利車隊                | 22   | 1    | 1    | 0        | 3      | 200   | 第7   |
| 2024年 | 一级方程式赛车                   | 法拉利車隊                | 24   | 2    | 1    | 1        | 9      | 290   | 第5   |
| 2025年 | 一级方程式赛车                   | 威廉姆斯车队              | 2    | 0    | 0    | 0        | 0      | 1*    | 第14* |

* 賽季進行中。
† 做為邀請車手，並無資格取得積分。

### 一級方程式成績
（图例）（粗體為桿位出賽，斜體為最快圈速）
* 賽季進行中。

‡由於未能完成原定賽程的75%，車手只有一半分數。
†未完赛，但已完成赛事总里程的90%。

| 年份 | 車隊                     | 底盤          | 引擎                             | 1      | 2        | 3        | 4        | 5       | 6      | 7      | 8      | 9      | 10     | 11     | 12     | 13     | 14    | 15     | 16     | 17     | 18       | 19      | 20       | 21       | 22     | 23   | 24   | 排名  | 積分  |
| ---- | ------------------------ | ------------- | -------------------------------- | ------ | -------- | -------- | -------- | ------- | ------ | ------ | ------ | ------ | ------ | ------ | ------ | ------ | ----- | ------ | ------ | ------ | -------- | ------- | -------- | -------- | ------ | ---- | ---- | ----- | ----- |
| 2015 | 紅牛二隊                 | 紅牛二隊STR10 | 雷諾Energy F1-2015 1.6 V6t       | 澳 9   | 马 8     | 中 13    | 巴林 Ret | 西 9    | 摩 10  | 加 12  | 奥 Ret | 英 Ret | 匈 Ret | 比 Ret | 11     | 新 9   | 日 10 | 俄 Ret | 美 7   | 墨 13  | 巴西 Ret | 阿布 11 |          |          |        |      |      | 第15  | 18    |
| 2016 | 紅牛二隊                 | 紅牛二隊STR11 | 法拉利059/4 1.6 V6t              | 澳 9   | 巴林 Ret | 中 9     | 俄 12    | 西 6    | 摩 8   | 加 9   | 歐 Ret | 奥 8   | 英 8   | 匈 8   | 德 14  | 比 Ret | 15    | 新 14  | 马 11  | 日 17  | 美 6     | 墨 16   | 巴西 6   | 阿布 Ret |        |      |      | 第12  | 46    |
| 2017 | 紅牛二隊                 | 紅牛二隊STR12 | 紅牛二隊 1.6 V6t                 | 澳 8   | 中 7     | 巴林 Ret | 俄 10    | 西 7    | 摩 6   | 加 Ret | 亚 8   | 奥 Ret | 英 Ret | 匈 7   | 比 10  | 14     | 新 4  | 馬 Ret | 日 Ret |        |          |         |          |          |        |      |      | 第9   | 54    |
| 2017 | 雷諾運動F1車隊           | 雷諾R.S.17    | 雷諾R.E.17 1.6 V6t               |        |          |          |          |         |        |        |        |        |        |        |        |        |       |        |        | 美 7   | 墨 Ret   | 巴西 11 | 阿布 Ret |          |        |      |      | 第9   | 54    |
| 2018 | 雷諾運動F1車隊           | 雷諾R.S.18    | 雷諾R.E.18 1.6 V6t               | 澳 10  | 巴林 11  | 中 9     | 5        | 西 7    | 摩 10  | 加 8   | 法 8   | 奧 12  | 英 Ret | 德 12  | 匈 9   | 比 11  | 8     | 新 8   | 俄 17  | 日 10  | 美 7     | 墨 Ret  | 巴西 12  | 阿布 6   |        |      |      | 第10  | 53    |
| 2019 | 麥拉倫F1車隊             | 麥拉倫MCL34   | 雷諾E-Tech 19 1.6 V6t            | 澳 Ret | 巴林 19† | 中 14    | 7        | 西 8    | 摩 6   | 加 11  | 法 6   | 奥 8   | 英 6   | 德 5   | 匈 5   | 比 Ret | Ret   | 新 12  | 俄 6   | 日 5   | 墨 13    | 美 8    | 巴西 3   | 阿布 10  |        |      |      | 第6   | 96    |
| 2020 | 麥拉倫F1車隊             | 麥拉倫MCL35   | 雷諾E-Tech 20 1.6 V6t            | 奥 5   | 9        | 匈 9     | 英 14    | 周年 13 | 西 6   | 比 DNS | 2      | 托 Ret | 俄 Ret | 艾費 5 | 葡 6   | 艾米 7 | 土 5  | 巴林 5 | 薩 4   | 阿布 6 |          |         |          |          |        |      |      | 第6   | 105   |
| 2021 | 法拉利Mission Winnow車隊 | 法拉利SF21    | 法拉利065/6 1.6 V6t              | 巴林 8 | 艾米 5   | 葡 11    | 西 7     | 摩 2    | 亞塞 8 | 法 11  | 史 6   | 奧 5   | 英 6   | 匈 3   | 比 10‡ | 荷 7   | 6     | 俄 3   | 土 8   | 美 7   | 墨 6     | 聖保 6  | 卡 7     | 沙 8     | 阿 3   |      |      | 第5   | 164.5 |
| 2022 | 法拉利车队               | 法拉利F1-75   | 法拉利066/7 1.6 V6t              | 巴林 2 | 沙 3     | 澳 Ret   | 艾米 Ret | 迈 3    | 西 4   | 摩 2   | Ret    | 加 2   | 英 1   | 奥 Ret | 法 5   | 匈 4   | 比 3  | 荷 8   | 4      | 新 3   | 日 Ret   | 美 Ret  | 墨 5     | 圣保 3   | 阿 4   |      |      | 第5   | 246   |
| 2023 | 法拉利車隊               | 法拉利SF-23   | 法拉利066/10 1.6 V6t             | 巴林 4 | 沙 6     | 澳 12    | 5        | 迈 5    | 摩 8   | 西 5   | 加 5   | 奥 6   | 英 10  | 匈 8   | 比 Ret | 荷 5   | 3     | 新 1   | 日 6   | 卡 DNS | 美 3     | 墨 4    | 圣保 6   | 拉 6     | 阿 18† |      |      | 第7   | 200   |
| 2024 | 法拉利车队               | 法拉利SF-24   | 法拉利066/12 1.6 V6t             | 巴林 3 | 沙 WD    | 澳 1     | 日 3     | 中 5    | 迈 5   | 艾米 5 | 摩 3   | 加 Ret | 西 6   | 奥 3   | 英 5   | 匈 6   | 比 6  | 荷 5   | 4      | 18†    | 新 7     | 美 2    | 墨 1     | 圣保 Ret | 拉 3   | 卡 6 | 阿 2 | 第5   | 290   |
| 2025 | 艾特莱森威廉姆斯车队     | 威廉姆斯FW47  | 梅賽德斯F1 M16 E Performance V6t | 澳 Ret | 中 10    | 日 14    | 巴林 Ret | 沙 8    | 迈 9   | 艾米 8 | 摩     | 西     | 加     | 奥     | 英     | 比     | 匈    | 荷     |        |        | 新       | 美      | 墨       | 圣       | 拉     | 卡   | 阿布 | 第11* | 11*   |

* 賽季進行中。
†未完赛，但已完成赛事总里程的90%。
‡由於未能完成原定賽程的75%，車手只有一半分數。

## 外部連結
- （西班牙文）Carlos Sainz, Jr.官方網站
- 小卡洛斯·塞恩斯的Facebook專頁
- 小卡洛斯·塞恩斯的Instagram帳戶
- 小卡洛斯·塞恩斯的X（前Twitter）

| 體育角色             | 體育角色                        | 體育角色             |
| -------------------- | ------------------------------- | -------------------- |
| 前任： Ludwig Ghidi  | 雷諾方程式2.0北歐盃 冠軍 2011年 | 繼任： 傑克·丹尼斯   |
| 前任： 凱文·馬格努森 | 雷諾方程式3.5系列賽 冠軍 2014年 | 繼任： 奧利弗·羅蘭德 |